# سکوت (فیلم ۱۹۹۸)
هیس (به انگلیسی: Hush) فیلمی محصول سال ۱۹۹۸ و به کارگردانی جاناتان داربی است. در این فیلم بازیگرانی همچون جسیکا لنگ، گوئینت پالترو، جاناتان شیچ، نینا فوخ و هال هالبروک ایفای نقش کرده‌اند.